# Santa Giustina
Santa Giustina – miejscowość i gmina we Włoszech, w regionie Wenecja Euganejska, w prowincji Belluno.
Według danych na styczeń 2009 gminę zamieszkiwały 6842 osoby przy gęstości zaludnienia 190,7 os./km².

## Miasta partnerskie
- São Valentim